# Supercoupe d'Algérie de football 2016
Navigation
Supercoupe d'Algérie 2015 Supercoupe d'Algérie 2017
L'édition 2016 de la Supercoupe d'Algérie de football oppose, le 1er novembre 2016, l'USM Alger champion d'Algérie en titre et le MC Alger vainqueur de la Coupe d'Algérie en titre.
Le groupe de télécommunications ATM Mobilis est le sponsor de la compétition.

## Qualifiés
Pour cette édition, les deux qualifiés sont les tenants des titres du Championnat d'Algérie de l'édition 2016, l'USM Alger et de la Coupe d'Algérie de l'édition 2016, le MC Alger. Ces deux équipes se sont disputé le trophée de la Supercoupe d'Algérie.

### Champion d'Algérie
- USM Alger.

### Vainqueur de la Coupe d'Algérie
- MC Alger.

## La rencontre
| Entraîneur :    |
| Mustapha Aksouh |

| Entraîneur : |
| Djamel Menad |

| Entraîneur :    |
| Mustapha Aksouh |

| Entraîneur : |
| Djamel Menad |